# La Poly Normande 2014
La Poly Normande 2014, trentaquattresima edizione della corsa e valida come evento dell'UCI Europe Tour 2014 categoria 1.1 e come undicesima prova della Coppa di Francia, si svolse il 3 agosto 2014 su un percorso totale di 157 km. Fu vinta dal belga Jan Ghyselinck che terminò la gara in 3h56'40", alla media di 39,803 km/h.
77 ciclisti portarono a termine il percorso.

## Ordine d'arrivo (Top 10)
| Pos. | Corridore          | Squadra        | Tempo    |
| ---- | ------------------ | -------------- | -------- |
| 1    | Jan Ghyselinck     | Wanty-Gobert   | 3h56'40" |
| 2    | Antoine Duchesne   | Team Europcar  | a 8"     |
| 3    | Quentin Jauregui   | Roubaix Lille  | a 12"    |
| 4    | Yann Guyot         | Armée de Terre | s.t.     |
| 5    | Sébastien Delfosse | Wallonie-Br.   | s.t.     |
| 6    | Romain Hardy       | Cofidis        | s.t.     |
| 7    | Stijn Steels       | Topsport Vl.   | s.t.     |
| 8    | Anthony Delaplace  | Bretagne-Séché | s.t.     |
| 9    | Stéphane Rossetto  | BigMat-Auber   | s.t.     |
| 10   | Arnaud Courteille  | FDJ.fr         | s.t.     |